# Новоуколовка
Новоуколовка (в простонародье Московский (Москали) —  хутор в Миллеровском районе Ростовской области. 
Входит в состав Ольхово-Рогского сельского поселения. 

## География
Вблизи Новоуколовки протекает река Калитва, на берегу которой располагается два пляжа: Мелкое и Глубокое (Гребля). 
На хуторе имеется одна улица: Московская.

## История
Хутор изначально заселяли выходцы из центральных губерний России, в связи с этим единственная в хуторе улица называется Московская.
В первой Всероссийской переписи населения (1897) в составе Терновской волости указан хутор Ново-Уколовский . В 1925 году в Мальчевско-Полненском районе (Терновской сельский совет) значится хутор Ново-Уколовка, в версте от слободы Терновой и в 19 от Криворожской: 88 дворов, 267 жителей мужчин и 278 женщин. На 1 июля 1950 года в Мальчевском районе (Терновский сельский совет) также числился хутор Ново-Уколовка. В народе его называли Московским: заселяли выходцы из центральных губерний России.
В хуторе отсутствует инфраструктура, ближайшее населённый пункт с. Терновая в 2-х километрах, в нем находится необходимая для жизни инфраструктура, а именно: магазины, больница, участковым пункт МВД, остановка междугороднего автобуса, детский сад, школа, почтовое отделение.
В летний период хутор оживает в связи с приездом молодежи из городов: Миллерово, Каменск-Шахтинский, Шахты, Ростов-на-Дону, Батайск и др. 
На территории хутора находится машинно-тракторная станция, возле которой в летнее время функционирует импровизированный молодежный клуб.  День хутора отмечается ежегодно во вторые выходные июля.

## Население
| 2010 |
| ---- |
| 25   |

## Достопримечательности
Территория Ростовской области была заселена еще в эпоху неолита. Люди, живущие на древних стоянках и поселениях у рек, занимались в основном собирательством и рыболовством. Степь для скотоводов всех времён была бескрайним пастбищем для домашнего рогатого скота. От тех времен осталось множество курганов с захоронениями  жителей этих мест. Курганы и курганные группы находятся на государственной охране.
Поблизости от территории хутора Новоуколовка Миллеровского района расположено несколько достопримечательностей – памятников археологии. Они охраняются в соответствии с Федеральным законом от 25.06.2002 N 73-ФЗ "Об объектах культурного наследия (памятниках истории и культуры) народов Российской Федерации", Областным законом от 22.10.2004 N 178-ЗС "Об объектах культурного наследия (памятниках истории и культуры) в Ростовской области", Постановлением Главы администрации РО от 21.02.97 N 51 о принятии на государственную охрану памятников истории и культуры Ростовской области и мерах по их охране и др. 
- Курган "Зариев". Находится на расстоянии около 3,0 км к юго-западу от хутора Новоуколовка.
- Курган "Шапкино-Дебрекин". Находится на расстоянии около 6,0 км к юго-западу  от хутора Новоуколовка.
- Курганная группа "Новоуколовка"  состоит из трех курганов. Находится на расстоянии около одного километра к юго-востоку  от хутора Новоуколовка[3].